# Quercus disciformis
Quercus disciformis — вид рослин з родини букових (Fagaceae), поширений на півдні Китаю й півночі В'єтнаму.

## Опис
Дуб досягає 10–14 і більше метрів заввишки. Гілочки спочатку вкриті дрібним і щільним шовковистим запушенням, стаючи безволосими. Листки 6–13 × 2.5–4 см, довгасті, субшкірясті; безволосі; верхівка загострена; основа віддалено клиноподібна; край різко зубчастий; ніжка волохата у молодому віці, 20 мм. Період цвітіння: березень — квітень. Жолуді кулясті, 20 мм у діаметрі, верхівка плоска; чашечка з 8–10 концентричними кільцями, укриває лише основу горіха; дозрівають другого року.

## Середовище проживання
Поширений на півдні Китаю (Гуйчжоу, Хайнань, Гуансі, Гуандун, Хунань) й півночі В'єтнаму. Росте у широколистяних вічнозелених лісах на висотах від 200 до 1500 метрів.

## Загрози
Відбулася значна урбанізація та переробка земель в межах ареалу виду. Вид може бути вразливим до місцевого збору дров.